# Wälder und Kleingewässer zwischen Mascherode und Cremlingen
Wälder und Kleingewässer zwischen Mascherode und Cremlingen este o arie protejată (sit de importanță comunitară — SCI) din Germania întinsă pe o suprafață de 659,32 ha, integral pe uscat.

## Localizare
Centrul sitului Wälder und Kleingewässer zwischen Mascherode und Cremlingen este situat la coordonatele 52°14′24″N 10°38′02″E / 52.24°N 10.6339°E.

## Înființare
Situl Wälder und Kleingewässer zwischen Mascherode und Cremlingen a fost declarat sit de importanță comunitară în ianuarie 2005 pentru a proteja 4 specii de animale.

## Biodiversitate
Situată în ecoregiunea atlantică, aria protejată conține 10 habitate naturale: Pășuni continentale udate de apa mării, Lacuri eutrofice naturale cu vegetație de tip Magnopotamion sau Hydrocharition, Pajiști uscate seminaturale și facies de acoperire cu tufișuri pe substraturi calcaroase (Festuco-Brometalia) (* situri importante pentru orhidee), Pajiști cu Molinia pe soluri calcaroase, turboase sau argilos-nămoloase (Molinion caeruleae), Fânețe de joasă altitudine (Alopecurus pratensis, Sanguisorba officinalis), Păduri de fag Luzulo-Fagetum, Păduri de fag Asperulo-Fagetum, Păduri de stejar sau de stejar și carpen sub-atlantice și medio-europene de Carpinion betuli, Păduri de stejar și carpen Galio-Carpinetum, Păduri aluvionare cu Alnus glutinosa și Fraxinus excelsior (Alno-Padion, Alnion incanae, Salicion albae).
La baza desemnării sitului se află mai multe specii protejate:
- amfibieni (1): triton cu creastă (Triturus cristatus)
- mamifere (3): liliac cârn (Barbastella barbastellus), liliac cu urechi mari (Myotis bechsteinii), liliac comun (Myotis myotis)

Pe lângă speciile protejate, pe teritoriul sitului au mai fost identificate 7 specii de plante, 4 specii de amfibieni.